# Elecciones municipales de Santa Rosa de 2023
Las elecciones en el departamento de Santa Rosa de 2023, provincia de Mendoza, Argentina, tuvieron lugar el 3 de septiembre de dicho año, desdoblándose de las elecciones provinciales. En dicha elección se eligieron intendente municipal y la mitad de los concejales.
Las candidaturas oficiales se definieron en las elecciones primarias, abiertas, simultáneas y obligatorias (PASO) que tuvieron lugar el 30 de abril. La intendente en funciones, Flor Destéfanis, buscará la reelección.

## Candidaturas

### Declaradas
- Flor Destéfanis (Partido Justicialista), intendente en funciones.
- Leandro Fernández (?).[1]
- Eugenia Mercedes Magallanes (?).[1]
- Elio Hernán Pannochia (Partido Verde).[1]
- Antonio Jorge Ponce (?).[1]
- Norma Trigo (Unión Cívica Radical).[1]
- Ricardo Manuel Villalba (?).[1]

## Resultados

### Elecciones primarias
Las elecciones primarias, abiertas, simultáneas y obligatorias (PASO) tuvieron lugar el 30 de abril de 2023. Se presentaron siete precandidatos a la intendencia por cuatro espacios políticos distintos. Para pasar a la elección general, es requisito sacar más del 3% de los votos, además de ganar la interna del partido al que se representa.
|  | 57,44 % |

|  | 39,19 % |

|  | 38,59 % |

|  | 28,03 % |

|  | 20,67 % |

|  | 12,11 % |

|  | 2,99 % |

|  | 0,97 % |

|  | 91,14 % |

|  | 2,66 % |

|  | 4,76 % |

|  | 1,44 % |

|  | 69,29 % |

|  | 100 % |

|  | 100 % |

### Elecciones generales

#### Intendente
|  | 55,30 % |

|  | 39,89 % |

|  | 95,19 % |

|  | 2,29 % |

|  | 2,27 % |

|  | 0,24 % |

|  | 75,64 % |

|  | 100 % |